# Sitio de Bilbao (1835)
Se denomina sitio de Bilbao o primer sitio de Bilbao al conjunto de operaciones que se desarrollaron en torno a Bilbao entre el 10 de junio y el 1 de julio de 1835, como parte de la estrategia del Ejército Carlista por conquistar la ciudad, y durante las cuales las tropas isabelinas defendieron la ciudad frente al intento carlista de ocuparla. Como rememoración de ambos sitios y de la resistencia de los bilbaínos por la causa liberal contra los carlistas, se fundó la Sociedad El Sitio, que todavía existe como asociación cultural y social. 

## Antecedentes
Desde el inicio de la Guerra, los carlistas habían mantenido un predominio militar en las acciones bélicas, siendo el Ejército Carlista el que decidía las acciones bélicas, llegando a campar a sus anchas en algunas expediciones por toda España. La derrota isabelina en la batalla de Artaza dejó todo el norte de España en manos carlistas, de modo que el general isabelino Jerónimo Valdés se contentaba con crear una línea de contención en el Ebro manteniendo algunas poblaciones de la costa. Los carlistas, liderado por Carlos María Isidro de Borbón, consideraban esencial ocupar una ciudad importante para incrementar su prestigio internacional, debilitar la moral del enemigo y aumentar la propia, lo que decidió al estado mayor reunido en Durango a asediar Bilbao, con la oposición de Tomás de Zumalacárregui quien consideraba esta operación un excesivo esfuerzo material y de tiempo. Zumalacárregui pretendía ocupar Vitoria, más accesible y de camino de Castilla. siendo la ruta de refuerzo de los liberales y, posteriormente, avanzar sobre Madrid con 30 000 soldados.

## Desarrollo de las operaciones
No obstante, Zumalacárregui obedeció e inició las operaciones militares el 10 de junio de 1835 rodeando la ciudad y tomando diversas poblaciones cercanas como Abando, Banderas y Deusto sin apenas oposición. Tras tomar las zonas altas que rodeaban la ciudad, se cerraron las salidas y dio comienzo el sitio el 13 de junio, tras la negativa de la ciudad a rendirse. Al día siguiente comenzaron los bombardeos de la artillería, pero la defensa isabelina de la ciudad tenía más baterías que la artillería carlista, y, paradójicamente, las líneas carlistas tuvieron más bajas que las que sus bombardeos causaban a los isabelinos sitiados en Bilbao. El 15 de junio, desde un puesto de observación carlista y haciendo una inspección de rutina, Zumalacárregui recibió un disparo en la pierna que le retiró de la dirección militar del asedio de la ciudad. El militar carlista, efectivamente, se retiró y aunque en un principio la herida no revestía gravedad, con el tiempo empeoró hasta causarle la muerte el 24 de junio en Cegama. Fue un duro golpe para la moral carlista, pero las operaciones contra Bilbao continuaron como hasta entonces.
Zumalacárregui no había autorizado el bombardeo contra zonas civiles de la ciudad, tan pronto como sea posible y estaba rodeada de fortificaciones hasta que sean adoptados. Pero el 16 de junio el infante Carlos ordenó el bombardeo del centro urbano de la ciudad, con el objeto de aumentar la presión sobre los isabelinos de Bilbao. Mientras tanto, los defensores de Bilbao esperaban el envío de tropas isabelinas desde Santander y San Sebastián para ayudar a romper el asedio. A pesar de todo y con el objetivo de intentar aliviar el asedio, desde Bilbao salieron varios grupos de soldados isabelinos a Portugalete, pero fueron localizados por carlistas y su intento echado por tierra después de sufrir varias bajas. El asedio se mantuvo igual como también los bombardeos sobre el casco urbano, cuya actividad se iba endureciendo cada vez más. Para entonces, las casas civiles, iglesias y hospitales pasaron a ser también uno objetivo de la artillería. No obstante, el contrafuego de las baterías bilbaínas seguía activo y el 26 de junio, por ejemplo, Don Carlos estuvo a punto de ser alcanzado por proyectiles isabelinos mientras estaba en el frente haciendo una inspección.
Ahora que Zumalacárregui había muerto, los generales Espartero y Fernández de Córdoba, junto a otros jefes y oficiales isabelinos de la zona norte, marcharon desde Castilla para converger sobre Bilbao y levantar el sitio. El día 30 estaban en las cercanías de la ciudad y finalmente levantarían el cerco el día siguiente, sin mayores enfrentamientos y en medio de un gran recibimiento por parte de la población. Así, terminaba el primer sitio carlista sobre Bilbao.

## Consecuencias
Los carlistas, finalmente, hubieron de retirarse y abandonar sus planes, con la consecuente merma moral para las tropas carlistas. No obstante, Bilbao no quedó liberada de la amenaza carlista: la mayor parte de Vizcaya seguía en manos carlistas y al año siguiente, éstos volverían a establecer un nuevo sitio sobre Bilbao, aunque también fracasaría. Pero la imposibilidad de tomar la capital vizcaína no fue lo peor que les ocurrió a los carlistas: la muerte del general Zumalacárregui fue golpe moral para las tropas carlistas aún mayor que el fracaso de Bilbao, y para el pretendiente Carlos supuso la pérdida de su mejor estratega militar. La pérdida de Zumalacárregui, a la larga, sería un duro revés para el Ejército Carlista.